# Ștefan Ier Surdul
Ștefan Ier Surdul (le Sourd) (mort noyé le 2 février 1595) est un prince de Valachie régnant de 1591 à 1592.

## Prince et prétendant
Ștefan Surdul  est un fils illégitime du prince de Moldavie Ioan II Voda, il est nommé par les Turcs prince de Valachie en mai 1591 en promettant d'assumer les dettes de son prédécesseur mais il est renversé en juillet 1592 pour cause d'incapacité à tenir son engagement malgré les mesures fiscales mises en œuvre au détriment des paysans.
Après un bref exil dans l'île de Chios il est choisi par le Grand Vizir, Koca Sinan Pacha comme prince de Moldavie à la place du rebelle Aron Tiranul. Ștefan Surdul est investi en novembre 1594 et il entre en campagne à la tête d'une armée de 8 000 Turcs en janvier 1595. Il est défait par Michel le Brave le 2 février 1595 en tentant de passer le Danube gelé où il se noie.

## Union
Il épouse une fille d'Andronic Cantacuzino.

## Source
- (ro) Constantin C.Giurescu & Dinu C.Giurescu Istoria Romanilor volume II (1352-1606) . Editura Stiintifica si Enciclopedica Burarecsti (1976).